# Гришки (Хмельницкая область)
Гришки (укр. Гришки) — село в Деражнянском районе Хмельницкой области Украины.
Население по переписи 2001 года составляло 361 человек. Почтовый индекс — 32235. Телефонный код — 3856. Занимает площадь 2,927 км². Код КОАТУУ — 6821582501.

## Местный совет
32236, Хмельницкая обл., Деражнянский р-н, с. Гришки, ул. Шевченка, 5